# ۱۹۰۰ (میلادی)

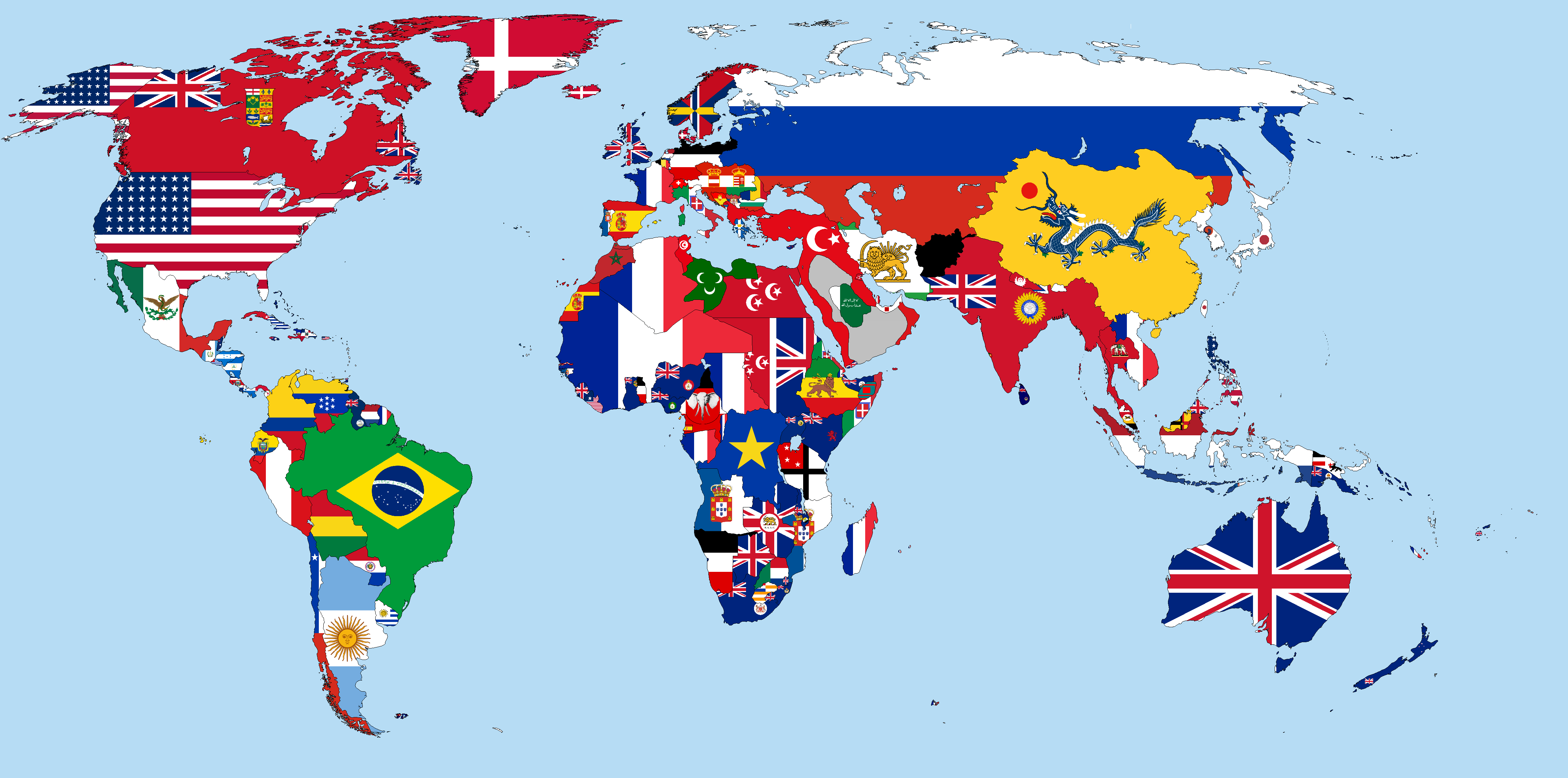
نقشه جهان در اوایل سده بیستم (سال ۱۹۰۰)

این صفحه شامل فهرستی از رویدادهای مهم در سال ۱۹۰۰ میلادی، آخرین سال قرن نوزدهم است.

## رویدادها
- ۲ ژوئیه - نخستین کشتی هوایی سپلین در نزدیکی دریاچه کنستانس در آلمان برای حدود بیست دقیقه به پرواز درآمد.

## زادروزها
- ۱ ژانویه - پائولا بوربونی، بازیگر اهل ایتالیا
- ۲۶ ژانویه - آلیس نیل، نقاش آمریکایی
- ۴ فوریه – ژاک پرور، شاعر و فیلمنامه‌نویس فرانسوی (د. ۱۹۷۷)
- ۵ فوریه – آدلی استیونسون دوم، سیاست‌مدار و دیپلمات آمریکایی (د. ۱۹۶۵)
- ۹ مارس – هوارد اچ. آیکن، فیزیک‌دان، ریاضی‌دان، و مهندس آمریکایی (د. ۱۹۷۳)
- ۱۳ مارس – گیورگوس سفریس، شاعر و دیپلمات یونانی (د. ۱۹۷۱)
- ۱۹ مارس – فردریک ژولیو کوری، فیزیک‌دان و سیاست‌مدار فرانسوی (د. ۱۹۵۸)
- ۵ آوریل – اسپنسر تریسی، بازیگر آمریکایی (د. ۱۹۶۷)
- ۲۱ آوریل – هانس فریتشه، ژورنالیست و سیاست‌مدار آلمانی (د. ۱۹۵۳)
- ۱ مه - اینیاتسیو سیلونه، نویسنده، روزنامه‌نگار و ایتالیایی
- ۲۳ مه – هانس فرانک، وکیل و سیاست‌مدار آلمانی (د. ۱۹۴۶)
- ۱۷ ژوئن – مارتین بورمان، سیاست‌مدار آلمانی (د. ۱۹۴۵)
- ۴ ژوئیه – روبر دسنوس، شاعر و نویسنده فرانسوی (د. ۱۹۴۵)
- ۲۹ ژوئیه – ایویند جانسون، مترجم، نویسنده و معمار سوئدی (د. ۱۹۷۶)
- ۱۹ اوت – جان دالرد، دانشمند، پژوهشگر و روان‌شناس اهل ایالات متحده آمریکا (د. ۱۹۸۰)
- ۳ سپتامبر – اورهو ککونن، سیاست‌مدار و دیپلمات فنلاندی (د. ۱۹۸۶)
- ۲۲ سپتامبر – پل هیو امت، شیمی‌دان و مهندس آمریکایی (د. ۱۹۸۵)
- ۷ اکتبر – هاینریش هیملر، نظامی و سیاستمدار آلمانی و فرمانده کل اس‌اس (د. ۱۹۴۵)
- ۴ نوامبر – لوکرتسیو پاتراشکانو، فیلسوف، اقتصاددان، دیپلمات، و تاریخ‌نگار رومانیایی (د. ۱۹۵۴)
- ۲۵ نوامبر – رودلف هوس، سرباز آلمانی (د. ۱۹۴۷)
- ۱۶ دسامبر – رودولف دیلس، سیاست‌مدار آلمانی (د. ۱۹۵۷)

## درگذشت‌ها
- ۲۹ ژوئیه – اومبرتوی یکم، پادشاه ایتالیا (ز. ۱۸۴۴)
- ۷ اوت – ویلهلم لیبکنشت، ژورنالیست، نویسنده، و سیاست‌مدار آلمانی (ز. ۱۸۲۶)
- ۲۳ اوت – کورودا کیوتاکا، سیاست‌مدار ژاپنی (ز. ۱۸۴۰)
- ۲۵ اوت – فریدریش نیچه، زبان‌شناس، آهنگساز، نویسنده، شاعر، و فیلسوف آلمانی (ز. ۱۸۴۴)
- ۲۲ اکتبر – جان شرمن، سیاست‌مدار، وکیل، و دیپلمات آمریکایی